# فرانک بی. گری
فرانک بی. گری (به انگلیسی: Frank Boyd Gary) سناتور سابق عضو حزب دموکرات ایالات متحده آمریکا بود. وی در سال ۱۹۰۸ تا ۱۹۰۹ میلادی سناتور ایالت کارولینای جنوبی در سنای ایالات متحده آمریکا بود.